# 黄香杜鹃
黄香杜鹃（學名：Rhododendron luteum）是杜鹃花科杜鹃花属落叶灌木，分布于中欧、东欧以及土耳其、高加索。